# Harpie

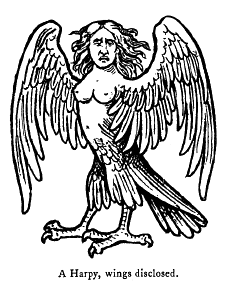
Harpie

În mitologia greacă, Harpiile sunt monștri feminini, care aparțin generației divine primordiale, cea de dinaintea Olimpienilor. La început, au fost două, apoi numărul lor sporește, devenind trei. Aveau chip de femeie bătrână și corp de pasăre, cu aripi mari și gheare ascuțite. Răpeau sufletele morților. Prin unirea cu zeul Zefir, una din ele a dat naștere celor doi cai divini ai lui Ahile, Xanthos și Balie, iuți ca vântul.
Numite și "hoții", ele sunt descrise, în versiuni timpurii ale mitologiei grecești, ca fecioare frumoase, înaripate. Mai târziu ele au devenit monștri înaripați, cu fețe de femei bătrâne și urâte, care au gheare ascuțite și încovoiate. Sunt reprezentate cărând persoane spre lumea subterană, pedepsindu-le sau torturându-le. Persoanele pe care le luau cu ele nu mai erau văzute niciodată. Harpiile sunt, probabil, personificările vânturilor de furtună. Numele lor sunt: Aello, Celaeno și Ocypete.
Miroseau îngrozitor și erau veșnic flămânde. Cele trei harpii îi atacau pe troienii care acostasera din cauza furtunii în insulele Strofade. În concluzie, harpiile întruchipeaza acțiunea devastatoare a viciilor și a răutății umane iar despre o femeie care este rea și hrăpăreață, se spune ca este o harpie.
Se spune că erau fiicele lui Thaumas și ale oceanidei Elektra (într-o altă variantă,fiice ale lui Poseidon și Geea). Ele răpeau copiii și sufletele morților. Din porunca Herei ele au spurcat bucatele ce se aflau în fața nefericitului rege Phineus.Acesta a cerut ajutorul boreazilor (Zetes și Calais) care le-au biruit și le-au pus pe fugă. Ele intervin și in legenda regelui Pandareos, răpindu-i fetele.